# 갈라 (기업)
Gala Inc.(갈라)는 세계 각국에 진출한 온라인 게임 전문 기업인 GALA Group을 관리하고 있는 홀딩 컴퍼니로 현재 일본에 위치하고 있다. 진행하고 있는 사업영역은 크게 MMORPG 개발 및 퍼블리싱, 웹 디자인, 데이터 마이닝으로 나뉜다.
현재 서울에 위치하고 있는 Gala Lab은 GALA Group의 온라인 게임 포탈인 지포테이토에서 서비스 되고 있는 게임의 개발을 담당하고 있으며, 기존 자회사였던 이온소프트와 엔플레버의 합병을 통해 2010년 설립되었다.
GALA Group은 아시아에서 개발 된 MMORPG를 북미, 유럽, 아시아, 남미에 서비스하는데 중점을 두고 있으며, 다양한 지역을 커버 하기 위해 현재 유럽, 미국, 브라질, 일본, 한국에 자회사를 두고 있다.
GALA Group의 게임은 기본적으로 부분 유료화를 채택하고 있기 때문에 게임에 접속하는데 별도의 비용이 발생하지 않으며, 대부분의 매출은 부분유료화 아이템 판매를 통해 발생한다. 게임이나 아이템샵을 이용하기 위해서는 GALA Group의 자체 게임포탈인 지포테이토에 접속하면 된다.
GALA Group의 사업영역이 대부분 MMORPG 개발 및 서비스에 집중되어 있지만, 모든 그룹사가 온라인 게임에 집중하는 것은 아니다. Gala Web의 주 사업영역은 웹 디자인이며, Gala Buzz의 주 사업영역은 데이터 마이닝과 리스크 모니터링 서비스로 현재 GALA Group은 게임 사업뿐만이 아닌 다양한 분야의 사업을 진행하고 있다.

## 역사

### 설립
Gala Inc.는 전 세계 사람들이 함께하는 곳을 만들겠다는 것을 목표로 사토루 기쿠가와가 1993년 9월에 설립한 IT 회사이다. 갈라라는 이름의 유래는 게이오 대학에 재학하던 시절 워낙 사람들과 어울리는 것을 좋아하던 사토루 기쿠가와회장이 롯폰기에 위치한 클럽을 빌려서 자주 파티를 열곤 했는데 그 파티의 이름이 "갈라"였다. 90년대 초반 인터넷의 발달을 지켜보던 사토루 기쿠가와 회장은 대학 시절의 파티에 영감을 받아 온라인으로 전 세계의 사람들을 함께 만들어 보자는 목표로 Gala Inc.를 설립하였다.
Gala Inc.의 초창기 사업모델은 홈페이지 제작이었고, Gala Inc.의 첫 번째 제작물은 1996년에 작업한 전 일본 프로레슬링 협회 사이트였다. 홈페이지 제작을 무료로 해주고 배너 광고의 수익을 쉐어하는 방식으로 사업을 진행하였으며, 또한, 홈페이지에 게시판을 제공해 방문자들이 그들의 생각을 공유할 수 있도록 했다.
2000년 2월 Gala Inc.는 RIS Inc.를 인수해 Gala Web으로 개명한다. 이를 계기로 Gala Inc.는 GALA Group의 본사 역할을 하게 되며, 기존의 웹사이트 개발 관련 업무는 Gala Web에서 담당하게 된다. Gala Inc.의 초창기 사업모델은 향후 GALA Group의 게임 비즈니스 모델의 시초가 되는데, 게임은 무료로 하고 아이템이나 기타 방식을 통해 수익을 올리는 이른바 부분유료화모델이다.

### 세계로 진출하다
2005년 11월에 Gala Inc.는 북미 시장 진출을 위해 자회사인 Gala-Net을 [[캘리포니아 주|캘리포니아]에 위치한 Sunnyvale에 오픈하였으며, 2006년 10월에는 Gala-Net에서 자회사인 Gala Networks Europe을 아일랜드의 수도인 더블린에 오픈하였다.
또한, 2006년에는 한국의 게임 개발사인 이온소프트와 엔플레버가 GALA Group에 조인하게 되면서, 이온소프트의 프리프, 엔플레버의 라펠즈가 GALA Group에서 서비스 되게 되었다. 이 두 개발사는 2010년 합병되어 Gala Lab으로 바뀌게 된다.
2007년 12월에는 데이터 마이닝과 정보 분석을 통해 E-mining과 Buzz report를 제공하는 자회사인 Gala Buzz를 설립하게 된다.
2011년 5월, Gala Inc.는 스마트폰 시장으로의 진출을 선언하였고, 이에 따라 스마트폰 소셜 게임 플랫폼 및 게임을 개발하고 있으며, 궁극적으로는 플랫폼을 구축하려는 계획을 가지고 있다. 서울에 Gala Inc.의 새로운 자회사가 설립되었으며, 개발을 담당하고 있다.

## 주요 자회사

### 게임 퍼블리싱
기본적으로 서울에 위치한 그룹 개발사인 Gala Lab에서 개발한 게임을 퍼블리싱하며, 추가적으로 그 외 개발사에서 개발한 게임을 퍼블리싱하고 있다. 퍼블리싱을 하고 있는 갈라 그룹의 주요 자회사는 아래와 같다.
- Gala-Net Inc. (Sunnyvale, U.S.A.) - Gala-Net은 미국에 위치한 온라인 게임 퍼블리셔로 2005년 8월에 설립되었으며, 현재 영어와 스페인어권을 대상으로 서비스를 하고 있다. Gala-Net의 CEO인 정직한 사장은 Gala-Net 설립 이전에 본사인 Gala Inc.에서 근무한 경력이 있다. 서비스 평가 업체인 Better Business Bureau에서 2011년 8월에 발표한 자료에 의하면 Gala-Net은 Better Business Bureau의 내부평가 기준을 토대로 심사한 결과 20개의 항목에서 "A+"를 받았다고 한다.[4] 자체 게임 포탈인 gPotato.com를 통해 영어와 스페인어로 서비스하고 있으며, 주요 게임장르는 MMORPG로 Iris Online, AIKA Online, Allods Online, Luna Online, TalesRunner, Rappelz, Prius Online, Flyff 등이 영어로 서비스 되고 있으며 Flyff는 스페인어 버전도 서비스 중이다.

- Gala Networks Europe Ltd. (더블린) - Gala Networks Europe은 Gala-Net의 자회사로 유럽에서 gPotato.eu 보관됨 2014-05-17 - 웨이백 머신을 통해 온라인 게임을 서비스 하고 있다. 2006년 10월에 아일랜드의 수도인 [더블린]에 설립 된 이후로 현재까지 MMORPG인 Flyff, Rappelz, Street Gears, Dragonica, Allods Online, Castle of Heroes, Terra Militaris, Age of Wulin, Canaan Online을 서비스하고 있으며, 프랑스어, 독일어, 영어, 이탈리아어, 폴란드어, 터키어를 지원하고 있다.

- Gala-Net Brazil Ltd. (상파울루) - Gala-Net Brazil은 Gala-Net이 포르투갈어 시장 개척을 위해 2010년 4월에 설립된 자회사로, 현재 MMORPG인 Flyff, Rappelz, [[아이리스 온라인|Iris Online]를 gPotato.com.br을 통해 서비스 하고 있다.

- Gala Japan Inc. (도쿄) - Gala Japan은 2007년 4월에 설립된 일본 시장을 겨냥한 퍼블리셔로, 현재 MMORPG인 [[아이리스 온라인|Iris Online], Flyff, Rappelz, Castle of Heroes, Eternal Blade를 자체 게임포탈인 gPotato.jp를 통해 서비스하고 있다.

- Gala Lab Corp. (서울) - Gala Lab은 2010년에 진행한 이온소프트와 엔플레버의 합병[5]을 통해 설립되었으며, 현재는 개발뿐 아니라 한국 시장에 프리프, 라펠즈, 캐슬오브히어로즈, 이터널 블레이드, 무림영웅을 gPotato.kr를 통해 서비스하고 있다.

### 게임 개발
- Gala Lab Corp. (서울) - Gala Lab은 2010년 진행한 이온소프트와 엔플레버의 합병을 통해 설립되었다. 2002년에 설립된 이온소프트는 프리프를 개발하였으며, 엔플레버는 라펠즈, 스트리트 기어즈, 이터널 블레이드를 개발하였다.

1. 프리프는 비행이라는 컨텐츠를 선보인 첫 번째 MMORPG[6]이다. 프리프는 싱글 플레이보다는 파티 플레이에 특화된 게임으로 유저들의 협력을 통해 보다 강한 몬스터를 물리치는 방식을 택하고 있다. 물론 이것은 대부분의 MMORPG의 특징이며, 프리프만의 특징이라고 할 수 있는 컨텐츠는 역시 비행 시스템이다. 타 게임과 다르게 20레벨 이상의 유저는 비행을 통해 각 지역을 이동하게 된다. 현재까지도 다양한 컨텐츠를 정기적인 업데이트를 통해 제공 하고 있으며, 오랜 기간 서비스를 했기 때문에 유저들의 연령대도 다양하다.또한, 2004년 6월에는 문화관광부에서 선정한 "6월의 우수게임"[7][8]에 선정되기도 하였다.

1. 라펠즈는 중세를 배경으로 하고 있는 MMORPG로, 빛의 종족인 "데바", 어둠의 종족인 "아수라", 고대인의 후손으로 인간 종족을 대표하는 "가이아" 등, 총 세개의 종족으로 나뉘어 있다. 대규모 업데이트는 'Epic'이라는 이름으로 진행되며, 현재 7번째 업데이트인 "Epic VII: Dimensions"까지 진행된 상태이다. 또한, 아랍에미리트의 'Game Power 7'이라는 퍼블리셔를 통해 2009년 3월부터 중동에 서비스[9] 하고 있다.

1. 스트리트 기어즈는 흡사 애니메이션을 보고 있는 듯한 그래픽이 특징인 게임으로, 롤러 스케이트를 타고 여러 유저가 서로간의 경쟁을 통해 게임을 진행하는 방식을 택하고 있다. 경기는 주로 레이싱과 트릭 컨테스트로 나뉘며, 주변의 사물이나 환경을 활용한 다양한 트릭의 사용이 가능하다. 예를 들면 트랙에서나 점프시에만 트릭을 할 수 있는 기존 게임의 방식에, 공중에서 가능한 트릭이나 벽을 활용한 트릭을 추가하였다. 심지어 장애물이 있을 경우에는 장애물을 통과하는 트릭 또한 가능하다.

1. 이터널 블레이드는 포스트 모던 RPG를 컨셉으로 하고 있는 판타지/애니메이션 스타일 MMORPG로, 팻 타입의 소환수인 피오를 키우는 시스템과 던전에 입장할 때마다 맵이 랜덤하게 변형되는 랜덤맵 시스템을 특징이다.

### 웹사이트 디자인
- Gala Web Inc. (도쿄) - Gala Web은 시스템 개발 회사인 RIS Inc.를 전신으로 하고 있으며, 2000년 2월 Gala Inc.에 인수합병이 되면서, 기존에 Gala Inc.가 담당하고 있던 웹사이트 및 커뮤니티 시스템 프로바이더로 업무를 담당하게 되었다. 현재 Gala Web에서 진행하고 있는 서비스는 아래와 같다.

1. Cyber Cops - Cyber Cops는 일종의 필터링 서비스로, Gala Web의 클라이언트가 불쾌한 표현이나, 부정적인 키워드를 필터링 리스트에 등록시켜 놓으면 Cyber Cops가 해당 사이트 내에 있는 모든 컨텐츠 (웹사이트, 블로그, 포럼)에서 검색을 하게 된다. 만약 키워드를 찾게 되면 클라이언트에서 그 키워드가 등록된 페이지와 시간을 클라이언트에게 리포트하게 된다.

1. W-Cops - W-Cops는 클라이언트가 체크하지 못한 불쾌하거나 부정적인 키워드를 Gala Web의 직원들이 수동으로 입력해주는 서비스로, 서비스를 진행하면서 축적한 노하우를 활용해 클라이언트들에게 보다 큰 만족감을 제공하고 있다.

### 데이터 마이닝
- Gala Buzz Inc. (도쿄) - Gala Buzz는 E-mining과 Buzz report를 통해 데이터 마이닝과 정보 분석 서비스를 제공하고 있다. Gala Buzz는 2007년 12월 Gala Inc.의 버즈 리서치 파트가 분사되면서 설립되었다. Gala Buzz에서 제공하고 있는 정보 분석 서비스는 아래와 같다.

1. E-mining - E-mining은 명예를 훼손한다거나 비방의 목적으로 쓰여진 포스트를 실시간으로 검색해주는 일종의 리스크 모니터링 서비스이다. 주로 상장기업이나 IR쪽에 관계된 회사에서 회사의 이미지를 지키기 위해 많이 사용하고 있으며, Gala Buzz는 이를 토대로 클라이언트사에 일별 레포트를 제공하고 있다.

1. Buzz report - Buzz report는 위에서 설명한 E-mining의 결과 레포트로, 클라이언트는 이를 통해 자신들이 진행했던 마케팅 캠페인의 효과성을 검증하게 된다. 추가적으로 캠페인의 성공 요인과 실패 요인을 분석해서 제공하기 때문에 클라이언트가 자신들의 서비스에 대한 이해도를 높이는데 도움을 주고 있다.

1. Net Risk Hotline - Net Risk Hotline는 게시판이나 블로그에 게재된 불법적인 정보를 검색하는 서비스이다. 여기에서 말하는 불법적인 정보는 주로 기존 직원이 유출하는 내부 정보를 말한다. 주로 이 서비스는 클라이언트의 법률 담당자에게 소송에 관련된 증거 자료를 제공하는 용도로 사용되곤 한다.

## 게임 포탈
게임을 퍼블리싱 하거나 프로모션을 진행하기 위한 용도로 GALA Group은 자체 게임포탈인 지포테이토를 운영하고 있다. 무료로 플레이를 하거나 다운로드를 할 수 있으며, 지포테이토를 통해 클라이언트 기반의 캐쥬얼 게임과 웹게임을 플레이 할 수 있다. 2005년 11월 미국에서 처음 런칭된 이후 현재 5개의 자회사에서 서비스되고 있는 지포테이토의 브랜드는 명실상부한 GALA Group의 가장 큰 자산이라고 할 수 있다.

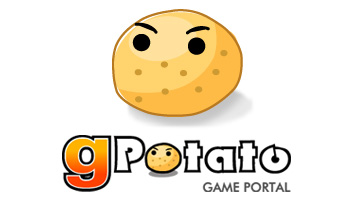
지포테이토 로고

| 포탈                                       | 언어                                             | 회사                      |
| ------------------------------------------ | ------------------------------------------------ | ------------------------- |
| gPotato.com es.gPotato.com                 | 영어, 스페인어                                   | Gala-Net Inc.             |
| gPotato.eu 보관됨 2014-05-17 - 웨이백 머신 | 영어, 불어, 독일어, 이탈리아어, 폴란드어, 터키어 | Gala Networks Europe Ltd. |
| gPotato.jp                                 | 일본어                                           | Gala Japan Inc.           |
| gPotato.kr                                 | 한국어                                           | Gala Lab Corp.            |
| gPotato.com.br                             | 포르투갈어                                       | Gala-Net Brazil Ltd.      |

### 커뮤니티
2011년 9월 전 세계에 18개의 부분 유료화게임을 서비스하고 있는 지포테이토의 회원 가입자 수가 2,000만명을 돌파했다.
회원 가입자를 체크하는 항목은 크게 세 개의 항목으로 나뉜다.
- Unique User (유니크 유저): 실제 사이트에 가입되어 있는 계정을 기준으로 파악한 유저의 수 (중복 가입 계정 포함).
- Active User (액티브 유저): 일정 기간 동안 한번 이상 접속한 유저.
- Paying User (페잉 유저): 일정 기간 동안 아이템이나 서비스를 한번이라도 구매한 유저의 수.

♣ Unique, Active, Paying user에 관련한 공식적인 수치는 이 페이지에 제공되지 않음.

### 포탈의 특징
지포테이토 포탈은 각국 문화의 차이를 인정하기 때문에 각 국가별로 국가별 특성에 맞추어 자체적인 포탈을 제작해 운영하고 있다. 포탈 페이지의 특징적인 페이지는 크게 세 개로 나뉜다.
- 프로필 페이지
- 게임별 페이지
- 지포테이토잔액 조회 및 충전 페이지

### 게임 머니
지포테이토 포탈에서 사용되는 게임머니를 "지포테이토"라고 한다. 유저는 지포테이토를 이용해 아이템샵에 있는 아이템을 구매할 수 있으며, 아이템을 구매한 유저들은 구매하지 않은 유저들에 비해 시간과 노력에서 이득을 보게 된다. 지포테이토는 신용카드나 페이팔, 핸드폰을 통해 주로 구매하게 되며, 온라인 설문조사 참여의 보상을 통한 획득 또한 가능하다. 지불수단은 국가별로 다를수가 있으며, 국가별 옵션 추가 또한 가능하다.

## 게임

### 개발 게임
| 타이틀명       | 개발사   | 장르                | 출시일 | 서비스 포탈                                                                |
| -------------- | -------- | ------------------- | ------ | -------------------------------------------------------------------------- |
| 프리프         | Gala Lab | 클라이언트 기반 MMO | 2002   | gPotato.com es.gPotato.com gPotato.eu gPotato.kr gPotato.com.br gPotato.jp |
| 스트리트기어즈 | Gala Lab | 클라이언트 기반 MMO | 2002   | gPotato.eu                                                                 |
| 라펠즈         | Gala Lab | 클라이언트 기반 MMO | 2006   | gPotato.com es.gPotato.com gPotato.eu gPotato.kr gPotato.com.br gPotato.jp |
| 블레이드       | Gala Lab | 클라이언트 기반 MMO | 2010   | gPotato.jp gPotato.kr                                                      |

### 라이센싱 게임
| 타이틀명           | 개발사             | 장르                | 출시일 | 서비스 포탈                      |
| ------------------ | ------------------ | ------------------- | ------ | -------------------------------- |
| 로즈 온라인        | Triggersoft        | 클라이언트 기반 MMO | 2005   | gPotato.jp                       |
| 카나안 온라인      | XPEC Entertainment | 브라우저 기반 MMO   | 2008   | gPotato.eu                       |
| 프리우스 온라인    | CJ 인터넷          | 클라이언트 기반 MMO | 2008   | gPotato.com                      |
| TalesRunner        | 라온엔터테인먼트   | 클라이언트 기반 MMO | 2008   | gPotato.com                      |
| 캐슬 오브 히어로즈 | Snail Game         | 브라우저 기반 MMO   | 2009   | gPotato.eu gPotato.kr gPotato.jp |
| Dragonica          | 바른손인터랙티브   | 횡스크롤 RPG        | 2009   | gPotato.eu                       |
| 루나 온라인        | 이야 소프트        | 클라이언트 기반 MMO | 2009   | gPotato.com                      |
| 에이카 온라인      | 조이임팩트         | 클라이언트 기반 MMO | 2010   | gPotato.com                      |
| Vandia Breaker     | Namco Bandai       | 브라우저 기반 MMO   | 2010   | gPotato.jp                       |
| 앨로즈 온라인      | Nival              | 클라이언트 기반 MMO | 2010   | gPotato.com gPotato.eu           |
| Iris Online        | 이야 소프트        | 클라이언트 기반 MMO | 2010   | gPotato.com gPotato.jp           |
| 무림 영웅          | 9wee               | 브라우저 기반 MMO   | 2010   | gPotato.kr                       |
| Terra Militaris    | Snail Game         | 브라우저 기반 MMO   | 2010   | gPotato.eu                       |
| Age of Wulin       | Snail Game         | 클라이언트 기반 MMO | 2011   | gPotato.eu                       |

## 수상내역
- 2008년, Deloitte에서 발표하는 빠르게 성장하는 일본 IT 기업순위 베스트 50에서 12위를 차지함.[12]
- 2008년, Deloitte에서 발표하는 빠르게 성장하는 아시아 IT 기업순위 베스트 500에서 135위를 차지함.[13]
- 2009년, Deloitte에서 발표하는 빠르게 성장하는 일본 IT 기업순위 베스트 50에서 24위를 차지함.[14]
- 2010년, Deloitte에서 발표하는 빠르게 성장하는 일본 IT 기업순위 베스트 50에서 41위를 차지함.[15]
- 2010년, GALA Group과 Gala Inc.의 CEO를 겸직하고 있는 사토루 기쿠가와 회장이 Ernst & Young에서 선정하는 일본의 젊은 기업가상 최종후보에 등재됨.[16]

## 내부 주식 거래 관련 사고
2006년 1월 13일, Dentsu와의 거래가 내정되어 있던것을 알고 있던 Gala Inc. 직원 3명이 그 정보를 활용한 내부 주식 거래 혐의로 벌금형을 받은 사건이 일어났다. 이 사건은 2006년 신설된 일본 금융청에서 첫 번째로 벌금형을 선고한 기록으로 남게 되으며, 이에 따라, 그룹 CEO인 사토루 기쿠가와 회장은 내부 거래와 관련한 공식적인 사과글을 남기고, 다시는 이런일이 없도록 내부 규정과 절차를 수립하겠다고 발표하였다.